# 10:30 P.M. Лято
„10:30 P.M. Лято“ (на английски: 10:30 P.M. Summer) е американски филм от 1966 година, драма на режисьора Жул Дасен с участието на Питър Финч, Мелина Меркури и Роми Шнайдер.

## Сюжет
Мария и Пол са двойка на около четиридесет години, пътуват през Испания с новата им по-млада приятелка Клер. Малката дъщеря на двойката също е част от пътуването. На път за Мадрид те спират да нощуват в малък град, от полицията съобщават, че местен мъж, който е убил жена си и нейния любовник, е на свобода в района. Има силна гръмотевична буря и групата няма друг избор, освен да отседне в единствения хотел в градчето, който е препълнен с пътници в същата ситуация. Мария е алкохоличка извън контрол, която прекарва по-голямата част от живота си в разходки, подхранвани с алкохол. Изглежда, че тя насърчава съпруга си Пол да има сексуални отношения с Клер, като начин да възстанови сексуалността в техните отношения. Докато гръмотевичната буря все още бушува, Мария тайно излиза от претъпкания хотел на малък балкон и случайно вижда Пол и Клер да се целуват на по-горен балкон. Тя е едновременно възбудена, но и съсипана. По време на дъжда Мария вижда беглеца, който се крие на близкия покрив, и решава да му помогне да избяга. Тя го извежда от градчето с колата си и го оставя в пустинята, като му обещава, че ще се върне на другия ден. След това се връща в хотела и заспива. На другия ден тя разказва на Пол и Клер за мъжа, но когато отиват в пустинята откриват, че беглецът се е самоубил със същия пистолет, с който е убил изневерилата си съпруга и любовника и. Мария, Пол и Клер решават да мълчат и просто да пътуват до Мадрид, както е планирано. Докато е в Мадрид, Мария казва на Пол и Клер, че се е надявала да добави беглеца към странната им ситуация като „четвърти играч“ в играта, но че истинското ѝ желание е да спи отново с Пол. Мария продължава да пие до несвяст, на фона на сцени в които Пол и Клер правят любов, докато чуваме гласа на Мария, който казва как си е представяла двойката да прави любов още откакто е видяла Клер гола. Никога не става ясно дали тази последователност е сън или нещо, което Мария всъщност е наблюдавала, докато е била пияна. Но на следващия ден тя казва на Пол за това и изглежда това го вълнува. Те започват да правят любов, но тя не може и прекъсва. Казва му, че вече не го обича. Той ѝ казва, че не ѝ вярва. По-късно триото отива в клуб, за да гледа танцьори на фламенко. Мария, която изглежда добре се забавлява, се изплъзва от заведението по време на представлението и изчезва в града. Пол и Клер я търсят, но не могат да я намерят.

## В ролите
| Актьор             | Роля                 |
| ------------------ | -------------------- |
| Питър Финч         | Пол                  |
| Мелина Меркури     | Мария                |
| Роми Шнайдер       | Клер                 |
| Жулиан Матеос      | Родриго Палестра     |
| Изабел Мария Перес | Джудит               |
| Беатрис Савон      | Съпругата на Родриго |
| Тота Алба          | управител на хотел   |